# Први балкански рат
Први балкански рат (буг. Първата балканска война, грч. Α΄ Βαλκανικός Πόλεμος) оружани је сукоб који је трајао од 25. септембра (8. октобра) 1912. до 17. (30) маја 1913. године и водио се између чланица Балканског савеза — Краљевине Бугарске, Краљевине Грчке, Краљевине Србије и Краљевине Црне Горе  — на једној страни и Османског царства на другој. Повод за рат била је жеља Србије, Бугарске, Грчке и Црне Горе да прошире своје територије. Рат је завршен Лондонским мировним уговором.
Први период рата (октобар—децембар 1912) карактерише велика офанзива трупа Балканског савеза. Током примирја Турска, Србија и Бугарска су прекинуле непријатељства, али су Грчка и Црна Гора наставиле рат. Други период рата (фебруар—мај 1913) одликовао се позиционим ратовањем, не рачунајући јуриш на Једрене. На крају Првог балканског рата, земље Балканског савеза нису биле задовољне Лондонског миром, што је довело до Другог балканског рата.

## Предуслови за рат

### Историјска позадина. Политика великих сила
У 15. вијеку Турци су послије заузимања Мале Азије, започели освајање Балкана, Блиског истока и сјеверне Африке. Након освајања Константинопоља, у саставу Османског царства налазиле су се огромне територије на истоку Средоземља, Прицрноморја и западне Азије. На овим просторима живјели су многи народи који су се разликовали од Турака по вјероисповијести, националној припадности и погледу на свијет. На Балкану је живјело до 15 народа, чак и прије османског освајања.
На Балкану су против османске владавине више пута подизани устанци, који су завршавали поразом устаника. У 19. вијеку, у јеку антиколонијалних ратова и устанака, дошло је до низа ослободилачких ратова у регији. Појавиле су се нове државе, као што су Грчка, Бугарска, Србија, Црна Гора и Румунија. Упркос томе, Албанци нису остварили право на самоопредјељење, а на територији Балкана које је још увијек контролисала османска влада, било је неколико милиона Бугара, око милион Срба и пола милиона Грка.
Послије Турско-италијанског рата (1911—1912), земље Балкана, противнице Османског царства, увидјели су потребу за консолидацијом. Фактори уједињења били су и заједнички циљеви и заједничке особине народа — Срби и Бугари су православни Словени, а православци су и Грци. Русија, која је била супарник Аустроугарске на Балкану, имала је важну улогу у регији и настојала је да утврди у том дијелу Европе.
Управо на руску иницијативу је 13. марта 1912. потписан споразум између Србије и Бугарске о стварању одбрамбеног савеза. Односи између земаља су ојачани 12. маја. Грчка је 29. маја приступила савезу, не желећи да остане без територијалних добитака на рачун Турске, осим тога, Србија и Бугарска су биле веома заинтересоване за учешће грчке флоте у војним дејствима, како би прекинула турску комуникацију са Малом Азијом и Блиским истоком. Касније су уговор о савезу потписале Црна Гора и Румунија. Тако је, како је руска влада намјеравала, на Балкану створити моћан савез усмјерен против Аустроугарске. Даљи догађаји се нису развијали по руским плановима, пошто је Балкански савез, умјесто да се супротстави Аустроугарској, започео припреме за рат са својим старим непријатељем — Османским царством. Пошто су на челу савеза биле Бугарска и Србија, одлучиле су да уз помоћ савезника задовоље своја територијална потраживања.

### Иредентизам на Балкану
Почетком 20. вијека ситуација на Балкану се драматично промијенила. Некада моћно Османско царство, које је раније укључивало Србију, Грчку, Румунију, Црну Гору и Бугарску, диктирало је своје услове цијелој регији. Појава нових држава на Балкану била је посљедица пансловенства, панрумунства и разних националистичких идеја. Када су ове земље настале, народи, који су у тим земљама живјели, остали су подијељени. Неки од њих су још увијек живјели у Турској.
Бугарска, Србија и Грчка жељеле су да у свој састав укључе земље насељене својим народима и, штавише, да постигну највеће проширење граница својих држава. То је значило да су Грци тежили идеји Велике Грчке, послије Првог свјетског рата оличењу Велике идеје Венизелоса, Бугари — Великој Бугарској, а Срби максималном проширење својих граница од Дунава до Јадранског мора и Грчке. Ипак, „велике” државе нису могле заједно постојати једна поред друге, пошто су се њихова територијална потраживања преклапала. Тако су Бугарска и Грчка заједнички полагале право на Тракију; Грчка, Србија и Бугарска на Македонију; Црна Гора и Србија на јадранске луке.
Стога је одлучено да се прво порази Турска, а затим ријеше територијални спорови. Бугарска и Србија жељеле су да послије рата подијеле Македонију демаркационом линијом. Бугари су настојали да добију излаз на Егејско море припајањем Солуна и западне Тракије. Србија и Грчка су жељеле да подијеле Албанију, пошто је Србија настојала да добије излаз на Јадранско море. По завршетку Првог балканско рата почео је Други балкански рат, чији су узрочници биле балканске земље незадовољне Лондонским мировним уговором, које су поразиле заједничког противника — Турску, након чега су почели да спроводе „великодржавне” идеје кроз међусобно уништавање.

## Припреме за рат

### Османско царство

#### План
Бугарска је 13. октобра 1912. османској влади поставила ултиматум којим је тражила аутономију за Македонију и нетурске народе Балкана, као и отварање школа за Бугаре, Србе и Грке и демобилизацију великог дијела војске у регији. На челу аутономних регија били би белгијски или швајцарски гувернери, а Балкански савез је одредио шест мјесеци за спровођење реформи. Османско царство је категорички одбило да прихвате услове ултиматума. Султан Мехмед V упутио је протестну ноту бугарској амбасади у Истанбулу и обратио се османском народу говором о толеранцији Турака према националном мањинама и њеним сусједима.
Схвативши да је рат неизбјежан, Турци су развили свој ратни план. Принципи на којима је он развијен били су вјеродостојни, међутим, упркос томе, план је био нереалан. Творац плана био је Колмар фон дер Голц, који је тренирао османску војску на Балкану већ 1910, у припремама за рат. Ипак, тек послије бугарског ултиматума 14. октобра, Турци најављују мобилизацију на Балкану. Стање у војсци било је отежано спровођењем војних реформи, које су, према султановом плану, требале да се окончају 1915. године. Дакле, до 17. октобра, дана када је почео рат, мобилизација још није била завршена. Османске трупе су се налазиле дуж линије Киркларели — Инеџе — Једрене. Абдулах-паша је командовао Источном армијом, чији је штаб био у Каваклију.
Планирано је извођење позиционих борбених дејстава у првом мјесецу рата, за које вријеме би османска војска имала времена да се мобилише и пређе из Азије на Балкан. Тада би Турци кренули у општу офанзиву на границу са Бугарском, потисну бугарске трупе на сјевер и ударе на Србију, избивши на српско-бугарску границу. Са српско-бугарске границе и јужне Бугарске планирано је да се удари на Софију и да се Бугари приморају на мир. Пошто је Бугарска преузела највећи терет рата у Балканском савезу, даљи порази српске, грчке и црногорске војске нису представљали нарочите тешкоће.

#### Снаге
Од Мале Азије до почетка ратних дејстава у Источну армију су ступиле двије дивизије које су браниле пругу ка Солуну и приступ ка Дарданелима. Према Црног мора на Балкан су стигле 5, 6. и 9. дивизија, које су имале ниску борбену готовост. Недалеко се налазило 40 ескадрона коњице. Од корпуса који је већ био у Тракији, 1. корпус се налазио код Инеџеа, 2. код Каваклија у резерви иза 3. корпуса, који се налазио у одсјеку Киркларели — Кујун-Гујар. 4. корпус се налазио на линији Једрене — Инеџе, а двије његове дивизије повукле су се у резерву. Инжењерске структуре и утврђења у утврђеним областима до тада још нису били довршени, што је погоршавало свеукупно стање.
Западна армија под командом Али Риза-паше на почетку рата с Бугарском била је у горем положају од Источне армије. Већ 6. октобра, једанаест дана прије почетка ратних дејстава на истоку Балкана, црногорска војска је прешла у офанзиву. Турци су изгубили 24. дивизију пошто се највећи дио предао (7000 војника и 22 оруђа) и 21. дивизију. До првих дана октобра Западна армија је била груписана око Скадра ради одбране. 20. дивизија покривала је Приштину и Митровицу. На југу, на граници са Грчком, 23. и 21. дивизија груписане су око Јањине.
Уопштено, османска војска није била спремна за почетак рата. Њене снаге нису имале времена за мобилизацију, а резервне јединице нису имале времена да пристигну из Мале Азије. Утврђења нису била довршена у утврђеним областима. Савезници су успјели да изненаде Османско царство покретањем превентивног напада.
Укупно, у обје армије које су се супротстављале савезницима, до почетка великих битака било је 445.000 војника са 898 оруђа.

#### Наоружање
Османска војска је била наоружана полуаутоматским пиштољима Mauser C96 и FN Model 1903. Такође за свој новац официри су куповали и друге пиштоље који су били дозвољени за употребу током рата: FN M1900 и Mannlicher M1903.
Османској војсци је 1912. недостајало малокалибарско оружје, за милионску копнену војску на располагању је било укупно 713.404 пушака свих врста. Обје главне османске армије на Балкану патиле су од критичне несташице пушака, при чему око 20 % војника није било наоружано малокалибарским оружјем. Поред тога, заједно са савременим Mauser Model 1889, 1893 и 1903 (калибра 7,65 × 53 мм), налазио се велики број пушака са комором за пуњење црног барута као што су Mauser M1887, Fusil Gras mle 1874 и још старији британски Снајдер-Енфилд. За коњицу није било довољно карабина, а османска коњица је морала да се бори дугим пјешадијским пушкама. Већина пушака Mauser Model 1893 које је набавила османска војска у количини од око 200.000 била је похрањена у државним арсеналима и није предата војницима.
Тешко је процијенити тачан број митраљеза и у служби Османског царства, пошто су извори контрадикторни. Процјене се крећу између 388 и 556 јединица, иако већа цифра вјероватно укључује све систем у служби широм Османског царства. У Тракији су била 23 митраљеска одреда, сваки са по четири митраљеза. Западна армија у Албанији и Македонији је имала 19 таквих јединица.

### Савезници

#### Снаге и планови
Прије свега, савезничка команда је искористила спорост мобилизације османских трупа. Црна Гора је неочекивано напала османске положаје у Албанији 25. септембра, док су остали савезници још увијек концентрисали трупе. До прераног напада Црногораца дошло је због спонтаности мобилизације, односно људи су и само долазили у војску без позива. Од свих 50.000 црногорских војника, 10.000 су били добровољци.
Положај савезничких трупа и њихова даља дејства диктирали су интереси балканских сила. Бугарска, која је имала најбројнију војску од земаља Балканског савеза, хтјела је да нападне прије свега Тракију и Истанбул. Црна Гора је хтјела да добије сјевер Албаније, Грчка и Србија су се спремале да нападну Македонију. Осим тога, грчка флота је требала да прекине везу османске Западне армије из Мале Азије, блокирајући морски пут кроз Егејско море. У страху од напада Аустроугарске, српска и бугарске власти послале су одвојене јединице на Дунав да заштите границе.
Бугарска, на којој су савезници ставили највећу одговорност, темељно се припремила за рат. Влада земље је ослободила муслимане од регрутације, што је ојачало војску. Језгро војске чиниле су милиције Руско-турског рата 1877—1878. године. Касније су им се придружили мобилисани војници и милиције, а у Македонији се појавила пробугарска народна милиција. Мобилизација 30. септембра је била успјешна, позвани су чак долазили из иностранства. Војска је 17. октобра била потпуно спремна за почетак рата.
Савезници су против османске војске имали:
- Бугарска војска — 300.000 војника и 624 оруђа;
- Грчка војска — 150.000 војника и 336 оруђа;
- Црногорска војска — 22.000 војника 48 пољских оруђа и 40 опсадних оруђа;
- Српска војска — 160.000 војника и 624 оруђа;
- Укупно: 632.000 војника са 1632 пољска и 40 опсадних оруђа.

#### Наоружање
Грчка и Бугарска су сву своју артиљерију откупиле од Француске. Европска артиљерија по квалитету била је далеко напреднија од османске, а број артиљеријских оруђа у Балканском савезу премашио је број артиљерије у Османском царству. Међутим, Бугарска, Грчка и Србија, за разлику од Турске, нису имале планинску артиљерију, што је накнадно утицало на борбену готовост њихових армија у планинама Балкана. Грчка је била једина држава у Балканском савезу која је имала флоту у Средоземном мору. Укључивала је и најновију оклопну крстарицу „Георгиос Авероф”, направљену у Италији, три стара, али модернизована бојна брода за обалску одбрану „Идра”, „Псара” и „Спеце”, тринаест разарача изграђених у Њемачкој и Енглеској и двије подморнице француске производње. Са избијањем рата, грчка влада је реквирирала девет трговачких бродова од власника и наоружала их за употребу као помоћне крстарице.
До почетка Првог балканског рата Бугарска је имала пуноправну војну авијацију. Прве ваздухопловне јединице појавиле су се 1906. године. До почетка рата Бугарска је имала балон „Софија-1” и један цилиндар типа „Годар”. Осим тога, Бугари су купили четрнаест авиона од Русије, још девет је купљено у западној Европи. Због чињенице да у земљи уопште није било професионалних пилота, из Русије су заједно са авионима стигли пилоти добровољци. Тако је бугарска команда одлучила да образује јединице војне авијације. Да не би зависили од руских пилота, 13 бугарских пилота, 6 механичара и 2 балониста послато је на обуку у западноевропске земље.
Обука је дуго трајала, а до почетка рата ниједна од јединица авијације није образована. Упркос томе, бугарски авиони су учествовали у великим војним акцијама и операцијама. Прва авијацијска јединица образована је тек у првим мјесецима рата. Ова јединица је укључивала старе авионе брендова: Albatros F2 (3 комада), Farman IV (4 комада), Voisin (1 комад), Somer (1 штука), Sikorsky (1 комад), Bristol Boxkite (1 комад), Nieuport (2 комада) и Blériot XI (10 комада). На цијелом Балкану једино је Бугарска имала ваздухопловство опремљено најновијим моделима авиона. Толики број летјелица нису себи могли приуштити ни друге земље Балканског савеза, ни Турска.

## Борбено дејство

### Први мјесеци рата

#### Од граничких битака до рата великих размјера
Када је руски министар спољних послова Сергеј Сазонов током боравка у Берлину 25. септембра (8. октобра) 1912. дао изјаву о „обезбјеђивању мира на Балкану,” званични представник Црне Горе Пламенац је обавијестио турског министра спољних послова да Црна Гора објављује рат Порти, након чега је напустио Константинопољ.
Прерани црногорски почетак рата против Турске објашњаван је спонтаношћу мобилизације и присуством добровољаца у војсци. Од 4. октобра на граници Турске и Црне Горе вођени су мали сукоби, 8. октобра ови сукоби су прерасли у велике борбе, а 9. октобра Црногорци су прешли границу у три колоне. Рат је званично почео. Турски војници нису били у стању да спријече напредовање непријатеља. Колона црногорских трупа под командом генерала Вукотића кренула је у Беране, још два одреда су кренула на Бијело Поље, Плав и Гусиње. У овим градовима биле су четири турске дивизије и још 9000 Арнаута. Још 2000 османских Арнаута стигло је у регију 10. октобра и покушало су да потисну Црногорце на првобитне положаје, али тај маневар није успио. Колона књаза Данила је 11. октобра јуришала на пограничне висове Дедића и Шиншаника. Из пушака који су Турци у повлачењу напустили, Црногорци су пуцали у леђа непријатељу. Истовремено, 14. октобра догодио се инцидент на српско-турској граници. Србија и Турска још нису биле у рату када је мали турски одред прешао и напао српске трупе које су напредовале. Брзо су реаговали и истиснули непријатељски одред са српске територије. Још увијек није јасно зашто је јединица кренула у напад без обавјештења више команде. Било је приједлога да се ради о неовлашћеној одлуци команданта одреда.
Црногорске трупе књаза Данила, послије тродневне опсаде, заузеле су Тузи. Командант града Нури-бег је предао град након што су Црногорци заузели околне висове и отворили ватру на град. У исто вријеме Вукотић је са својим одредом, упркос артиљеријском гранатирању непријатеља, препливао ријеку Лим и у покрету заузео Обров и Бијело Поље. Црногорци су 16. октобра концентрисали своје снаге у правцу Берана и истог дана покренули јуриш на град. Сљедећег дана су заузели Плав и Гусиње. Под притиском непријатеља, турске трупе су се повукле у Пећ, остављајући Ругову.
Србија и Бугарска су 5. (18) октобра 1912. објавиле рат Турској, а сљедећег дана и Грчка. Српске трупе, концентрисане на граничној линији од Врања до Ужица, прешле су у офанзиву. Бугарска је 19. октобра започела активна војна дејства. Прије него што је 100.000 бугарских војника ступило на непријатељску територију, пред њима је дословно прочитан манифест којим се објављује рат и укратко се говори о неуспјешној мобилизацији у Турској. Ова информација је доспјела до бугарска команде од словенских избјеглица из Тракије, које су прије рата пребјегле у Бугарску. Положај Турака је заиста био погубан. Сва утврђења на стратешки важном Киркларелију била су недовршена, војска на граници са Бугарском имала је само 45.000 војника, а појачања из Мале Азије су каснила.
Истог дана, 2 бугарска армија заузела је стратешки важан утврђени пункт Курт-Кале и без борбе заузела погранично насеље. Приликом повлачења Турци нису дигли у ваздух мост преко Марице и нису уништили жељезничку пругу, што је била њихова стратешке грешка. Бугари су одмах почели да пребацују трупе у Једрене.
У Бредереву, које су дан раније заузеле црногорске трупе, српска и црногорска војска су се 20. октобра сјединиле у консолидован одред и затим кренуле на Пећ. До 21. октобра 1. српска армија се борила код Куманова, 2. српска армија била је на Овчем пољу, 3. армија Јанковића је јуришала на Приштину, 4. армија Живковића, заједно са црногорским трупама Данила, заузела је Новопазарски санџак. 1. и 3. бугарска армија су се 22. октобра сусреле са турском војском код Ереклера. Турци су се постројили на доминантним висовима, али то није зауставило Бугаре. Најприје је турска војска била подвргнута јакој артиљеријској ватри, а затим су бугарске трупе улетјеле у борбу прса у прса и приморале непријатеље да се повуче ка Киркларелију. Истог дана 2. бугарска армија блокирала је Једрене.
Турска војска је у жељи да контролише Ибарски правац, у манастиру Ђурђеви Ступови од рушевина начинили топовску батерију, а стару камену грађу искористили да направе зид који опасује батерију.Турци су од манастирске грађе начинили стратегијску тачку првог реда, и ометали напредовање српске војске. Српска војска је била принуђена да из сопствених топовских батерија отвори ватру гранатама и шрапнелима на турске батерије у манастиру, што је допринело рушењу манастира.

#### Кумановска битка
Док су црногорске, српске и бугарске трупе напредовале у свим правцима, 1. српска армија под командом пријестолонасљедника Александра, приближавајући се Куманову, неочекивано се сукобила са турском Западном армијом. Турци су имали 180.000 војника, Срби 120.000. Још 40.000 турских војника било је у близини, на Овчем пољу. Појачање 1. српској армији се приближавало поред тога поља — 3. српска армија, која је већ заузела Приштину.
У овој ситуацији је Александар одлучио да сачека појачање још три дана. Командант турске Западне армије Зеки-паша одлучио је супротно — да нападне док турске трупе надмашују непријатеља. Од 21. до 22. октобра непријатељске војске стајале су једна наспрам друге, све док Турци нису кренули у напад 23. октобра.
Битка је почела у 10 часова напредовањем турске пјешадије према српској коњичкој дивизији на лијевом крилу. Касније су Турци напали на лијевом крилу  Дунавску дивизију и Моравску дивизију у средини. Нападачи су изненадили Србе, осим тога, нису знали тачну бројност турске војске, претпостављајући да су непријатељске снаге неколико пута мање од српских. Стога су, да би одбили напад, Срби поставили мале дијелове пјешадије, која је до 14 часова била потпуно уништена. Увидјевши да је Турака много више, Срби су послали у битку три пјешадијске дивизије и једну коњичку. Још двије дивизије су остале у резерви. Турци су искористили своју бројчану надмоћ и опколили непријатеља. Срби су морали да развуку своје трупе дуж фронта. Као исход тога, дужина фронта била је 30 километара.
Тог дана подала је киша и магла, па је српским артиљерцима било изузетно тешко да лоцирају непријатеља. Турци су за то знали, па су до подне вршили снажне нападе на лијеви бок и средину непријатеља. У истом тренутку, други корпус Турака извршио је маневар, заобилазећи Србе са десног бока. Међутим, у 15 часова на лијевом боку стање је почело да се мијења. Сада су Срби на неким мјестима отпочели напредовање. Затечен је и турски корпус који је напредовао у позадини 1. српске армије. Пут му је био блокиран, а корпус је био приморан на повлачење. У 18 часова борбе су завршене. Турци, који су на почетку битке имали иницијативу, повукли су се.
У 19 часова облаци су се разишли, бојно поље је обасјала мјесечина. Турци су то покушали искористити за освету — поново је нападнута Дунавска дивизија на лијевом крилу. Сада кад није било магле, Турци су отворили нишанску артиљеријску ватру. Ноћна битка Срба са Турцима била је много крвавија од дневне, пошто су стране прибјегле помоћи артиљерије. У 23 часа Турци су се поново повукли, а Срби су успјели да заузму неке непријатељске положаје. Ноћу су српски војници почели да се припремају за општу офанзиву на фронту од тридесетак километара.
У рано јутро 24. октобра, Срби су изненада отворили артиљеријску ватру на турске положаје, након чега је непријатеља напала пјешадија. Турци нису очекивали рани напад и сву су били у рововима, па су Срби сачували метке и сукобили се с непријатељем „на нож”. У 11 часова турске положаје је у потпуности заузела српска војска, мјестимично су настављене локалне борбе. У 14 часова битка је окончана, Турци су се повукли у Скопље. Код Куманова су напустили већи дио артиљерије — 156 оруђа. Срби су заробили 2000 турских војника и око 100 официра.

#### Лозенградска операција
Кључни град на путу ка пријестоници Османског царства, Константинопољу, био је Кирк-Килис (Лозенград). Да би одсјекле турску Западну армију од Источне и потом извршили инвазију на Тракију, бугарске трупе су имале потребу да заузму град и држе га, због чега је развијена Лозенградска операција, коју је предводио Радко Дмитриев. Потоњи су сматрали да успјех операције зависи од брзине офанзиве. Турци нису имали времена да доведу појачање и заврше изградњу утврђења на вријеме да одбију напад. За заузимање Кирк-Килиса одлучено је да се опреме 1. и 3. армија.
Међутим, путеве су испрале вишедневне јаке падавине, поља су била потпуно поплављена. Турци су претпостављали да ће то одгодити почетак непријатељстава и омогућити им да се боље припреме за одбрану. Међутим, Бугари су наставили да напредују ка граду. Да би повећали брзину кретања, искрцавали су конвоје, а на рукама носили муницију и намирнице. Исто су радили и са артиљеријом коју је вукло неколико коња одједном, а понекад и више људи. Тако су Бугари на вријеме успјели да приђу Кирк-Клису.
У то вријеме Турци су заузели висове око града, стављајући на њих своју артиљерију. Сам Кирк-Килис никада није био правилно утврђен, али је планински терен омогућио Турцима да снажно учврсте свој положај. Број трупа износио је 45.000 војника, којима је командовао Махмуд Мухтар-паша. Главнокомандујући Источне армије сматрао да је Кирк-Килис моћним утврђеним градом, а положај мјесних трупа био прилично погодан. Турском гарнизону у граду приближавала су се појачања од 30.000 људи.
Пред почетак битке, фон дер Голц, инструктор турских трупа, изјавио је: „Биће потребна три мјесеца да се заузме Киркларели и војска три пута већа од бугарске и по броју и квалитету.” Све заостале јединице 1. и 3. бугарске армије стигле су 22. октобра до града и окренуле се. Истог дана почела је битка током које су Турци напустили све истурене положаје испред Киркларелија. Сљедећег дана, 23. октобра, Бугари су напали и сам град. Због јаке кише и слабе видљивости у борби није коришћена артиљерија.
Бугари су до ноћи заобишли десни бок турских трупа код села Кајва, што је изазвало панику у турским редовима. Све турске трупе са десног крила су се сакриле у град. За њима је остале турске снаге напустиле положаје, остављајући оружје, муницију и оруђа. Махмуд Мухтар-паша је био један од првих који је напустио Киркларели. Ујутру 24. октобра Бугари су без борбе заузели напуштени град.
Послије пораза код Кирк-Килиса, Махмуд Мухтар-паша је телеграфисао Цариграду о слабој обучености трупа и њиховом кукавичлуку: „Ово нису трупе, него копилад! Војници размишљају само о томе како да што прије стигну до Истанбула, гдје их привлачио мирис константинопољских кухиња. Немогуће је успјешно се бранити са таквим трупама…” Заузврат, митрополит старозагорски Методије се сљедећег дана са стао са бугарским краљем Фердинандом. О заузимању Киркларелија је одржао бесједу, у којој је поменуо Цјелокупну Бугарску и бугарског краља.
На питање руског амбасадора о „Цјелокупној Бугарској”, митрополит је одговорио да је то само инспирисано побједом код Киркларелија и да није озбиљна намјера земље. Заузврат, руски амбасадор је изразио наду да ће Бугарска показати уздржаност на Балкану и да неће настојати да успостави своју хегемонију у регији.

### Пораз турских трупа и застој

#### Пораз Источне армије
Послије Лозенградске операције, настављено је спонтано повлачење турских снага. Паници је подлегао и 16. корпус, који је ишао на фронт, а 24. октобра је почео да се повлачи. Турке нико није тјерао, Бугари су остали у заузетом Киркларелију, потпуно изгубивши стратешки повољан контакт с непријатељем. Турски војници који су 27. октобра напустили фронт окупили су се у граду Лулебургаз. За само три дана војска је у повлачењу прешла 60 километара.
Пратећи војнике, у град је стигао Махмуд Мухтар-паша. Успио је да заустави спонтан повлачење војске и образује нове јединице. До тада је стигло појачање из Истанбула. Укупно се у регији окупило 120.000 војника. Абдулах-паша, главнокомандујући Источне армије, одлучио је да се освети. Желио је да заустави напредовање Бугара у мочварној области код ријеке Карагач, а затим да пређе у контраофанзиву. Већ 27. октобра Турци су били потпуно спремни за битку, а Махмуд Мухтар-паша је послао своје трупа на Бунархисар. У овом крају Турцима су се супротставиле три непријатељске дивизије под командом Радка Дмитриева. У помоћ му је хитала 1. бугарска армија, намјеравајући да у покрету заузме Лулебургаз.
Тако се појавио нови фронт Јани — Лулебургаз. Борбе су постајале све жешће од 29. октобра, а 1. бугарска армија је одуговлачила због путева испраних кишом. Турци су покушали контраофанзиву 30. октобра. Три дивизије које су браниле подручје од Јанија до Лулебургаза добиле су наређење од бугарске команда „умрите на својим положајима, али их не предајте.” Турци су 31. октобра покушали да заузму десно крило Бугара, напад је одбијен уз велике губитке. 1. бугарска армија се 1. новембра приближила Лулебургазу, а увече истог дана стање се преокренуло у корист Бугара. Бугарска 4. пјешадијска дивизија пробила је одбрану Турака у средини и прешла у офанзиву код Карагача. Турска Источна армија је 2. новембра поново кренула у повлачење дуж цијелог фронта, који тиме фактични престаје да постоји. Остаци армије су се повукли на Чаталџанску одбрамбену линију. Бугари су заробили 3000 војника и официра и заузели четири противничка знамења, 50 артиљеријских оруђа и 100 сандука артиљеријске муниције.

#### Пораз Западне армије
Дан послије Кумановске битке, 25. октобра, Турци у повлачењу су почели да се крећу ка Скопљу. С њима су у град похрлиле избјеглице са сјевера Македоније, укупно 150.000. По правилу, то су били муслимани, бојећи се офанзиве православних Срба и Бугара. Дио турских трупа остао је у Скопљу, остатак је дезертирао. У граду се укупно налазило 40.000 војника.
У Скопље је стигао и Зеки-паша. Из гледа је послао телеграм команданту Западне армије у Солун. Зеки-паша је најавио да ће реорганизовати војску и припремити се за одбрану Скопља „до посљедње капи крви”. У ствари, то је било немогуће, јер је турска војска послије Кумановске битке била деморалисана, а сво оружје и муниција остали су у Куманову. Угледне личности и командант града схватили су да би још једна битка могла само да се заврши поразом Турака, а да би српско бомбардовање града довело до погибије хиљада избјеглица и због тога су одвратили команданта од његових планова. Зеки паша је 26. октобра тајно напустио град. Преостале трупе, оставши без команде, отишле су кући. Градске власти обратиле су се руском генералном конзулу Калмикову с приједлогом да постане посредник у преговорима са Србијом, како би се предајом Скопља избјегло безвлашће.
Истог дана у град је ушао 16. пук 1. српске армије под командом пријестолонасљедника Александра. Остаци турске Западне армије наставили су повлачење. Кренули су долином ријеке Вардар и њеним током наставили до Велеса. У Велесу се нису дуго задржали, препустивши град противницима и одлазећи у Битољ преко Прилепа. У Битољу их је чекала резерва, која још није учествовала у борби.
Срби су схватили тактику Турака, а трупе предвођене Александром покушале су да пресретну непријатеља код Прилепа. Због тога је војска била подијељена на два дијела, од којих је сваки дио у град ишао на свој начин: први — непосредним путем од Велеса до Прилеша, а други — путем који је водио кроз Криволак. У Прилепу су се трупе морале сјединити, пошто је од Прилепа до Битоља водио само један пут.
2. бугарска армија је 2. новембра заузела Неврокоп, чиме је отпочета изолација Македоније од остатка Турске. Истог дана, на путу ка Прилепу, прва колона српских трупа је стигла до превоја Баба планина. Тамо је наишла на турску војску од 20.000 људи, која је имала брдску артиљерију. Срба је било око 40.000, али због планина војска није могла да се окрене. Поред тога, српске трупе имале су само пољску артиљерију, неспособну за борбена дејства у планинама. У таквој ситуацији Срби су се постројили у редове по три чете и густим зидом напредовали ка Турцима. Борбе су вођене и преко висова око превоја, а 5. новембра турске трупе су, упркос техничко-тактичкој надмоћи над непријатељем, изгубиле битку и повукле се у Битољ. Код Битоља се одиграла још једна битка у којој се 50.000 Турака добровољно предало српским трупама. Прије предаје војске, Али Риза-паша и Зеки-паша су побјегли из града. Зеки-паша је успио да се извуче из обруча са 30.000 војника и повуче се у Лерин. Код Лерине су налетјели на грчку војску, која је јурила у Битољ у помоћ српским савезницима. Током битке с Грцима Зеки-паша је погинуо. Џавид-паша се са остатком војске повукао у Јанину и још неколико дана бранио град. Тако је униште цијела Западна армија Османског царства.
Касније, 22. новембра, Бугари су ушли у Гумулџин, гдје је услиједио дуг артиљеријски окршај с Турцима. Остаци Источне армије отпочели су 26. новембра преговоре о мирном исходу битке, а 27. новембра су капитулирали под повољним условима за Бугаре. Као резултат, Бугари су заробили начелника одреда Мехмедт-Јамер-пашу, као и 12.000 војника. Осим тога, заробили су 8 топова брдске артиљерије, 2 митраљеза и 1500 коња.

#### Дејства грчке војске
Грчка војске је започела рат тако што је прешла границу и напредовала дубоко у Турску истовремено као и остали савезници. Водећи борбе од Тесалије до Македоније, кроз сјеверозападни пролаз (битка код Сарандапора), грчка војске је 12. (25) октобра ослободила Кожани. Командант грчке војске пријестолонасљедника Константин I намјеравао је да настави офанзиву на сјеверозапад, до града Битоља, који је у то вријеме имао знатно грчко становништво, али на инсистирање предсједника владе Венизелоса распоредио војску на исток, у пријестоницу Македоније, град Солун. Грчка војске је 20. октобра (2. новембра) заузела град Јаницу и тиме отворила пут ка Солуну.
Ујутру 25. октобра (7. новембра) грчка војска је прешла Вардар и улогорила се код Текелија. Град Солун био је трговачка лука, у којој је било много страних конзула. Када су сазнали за приближавање грчке војске, конзули су тражили од команданта града да се преда без борбе, јер су се плашили разарања и пљачке Солуна. У 23 часа 26. октобра (8. новембра) турска војска у Солуну је капитулирала. До окончања рата, у касарну је без оружја послато 25.000 војника. При томе, и Грци и Турци су показивали узајамно поштовање. Ујутру 27. октобра (9. новембра) грчке трупе су ушле у Солун. Ујутру 28. октобра (10. новембра) пријестолонасљедник Константин је стигао у Солун и подигао грчку заставу на Зграду управе. Покушај закашњеле бугарске војске да успостави двојну власт у граду, присиљавајући турског команданта да поново потпише капитулацију, сада пред Бугарима, био је неуспјешан. Турски командант Тахшин-паша је одбио да то учини. Град је остао грчки. Успоставивши контролу над Солуном, грчка војска је поново усмјерила своје главна снаге ка западној Македонији. 4. дивизија грчке војске 6. (19) новембра ослободила је Лерин и упутила се ка Битољу, али су српске трупе биле брже. У исто вријеме, након ослобођења Солуна, грчка команда је отпочела пребацивање снага морем у Епир. Овдје је јуначки, такозвани Епирски фронт, који је у стварности био једна дивизија, од самог почетка рата и кршећи одбрамбене задатке који су му дали, водио офанзивна дејства, али није био у стању да савлада турску одбрану на периферији пријестонице Епира, града Јањине. Почетком 1913. и након пребацивања трупа, Епирски фронт ће постати главни за грчку војску (битка код Бизанија). Учешће грчке флоте у рату било је од великог значаја за савезнике, пошто је потпуно пореметило турске поморске комуникације у Егејском мору. До битке између грчке и турске морнарице дошло је 3. децембра код Ели код Дарданела. Битку су добили Грци, а турска флота је била принуђена да напусти Егејско море. Као резултат, грчка флота је почела да контролише читаво водено подручје између западне обале Турске и источне обале Грчке. Турци су одлучили да преокрену развој догађаја у своју корист и из тог разлога се 18. јануара 1913. одвила битка код Лимноса. Битку су поново добили Грци, а турски бродови су се повукли ка Дарданелима, под  окриљем обалских батерија.

#### Почетак блокаде Једрена
На самом почетку рата 2. бугарска армија добила је наређење да крене на Једрене и јуришем га заузме. Град је имао стратешки положај: кроз њега су пролазиле жељезничке пруге које су повезивале запад и исток Балкана; преко Једрена је довожена муниција, намирнице и појачање за турску Западну армију. До почетка опсаде у грабу је било 70.000 турских војника. Град је био подијељен на четири сектора према токовима ријека: сјеверозападни, сјевероисточни, југозападни и југоисточни. У граду је постојало утврђење, а утврђена подручја су се налазила на удаљености од неколико километара од ње. Међусобно су комуницирали добрим путевима, што је омогућило да се непријатељу нанесу неочекивани ударци било гдје.
Одреди Балканског савеза који су се приближили утврђењу наишли су на упорни отпор Турака, који је трајао до 3. новембра, када је град постављен у тијесан обруч. Да би задобили наклоност команде, блокада је пријављена још 29. октобра.
Послије блокаде града, Турци су себи поставили циљ да фронт одбаце што даље од утврђења града. Заузврат, савезници су настојали да „угурају” турске трупе у утврђење, одакле нису могли да изађу. Послије тога, Турци су могли да умру од глади, а ни би могли да спријече кретање трупа жељезницом.
Током дуге блокаде, снаге Балканског савеза у граду су се неколико пута смјењивале. Дакле, 3. дивизија која је отишла од 2. бугарске армије на Чаталџански фронт, замијениле су двије српске дивизије. Касније се вратила, али је њен састав потпуно измијењен након крвавих борби за Чаталџу. Са њом је стигао и Крџалијски одред. Углавном, борбе су се водиле до примирја. За вријеме примирја опкољени град је остао без намирница, пошто по уговору Турци нису имали право да опсједнуте градове снабдијевају муницијом, намирницама, оружјем, појачањем и сл.

#### Прва битка код Чаталџе
Обје турске армије су фактички престале да постоје 2. новембра: и Западна, позната и као Македонска, и Источна. Упркос томе, борбе су настављене. Конкретно, остаци турске Источне армије побјегли су у Чаталџу, гдје су били утврђени положаји. Ту су се војници надали да ће зауставити напредовање Бугара.
Чаталџанска утврђења линија изграђена је прије Руско-турског рата од 1877. до 1878. године. Протезала се дуж источне обале ријеке Карасу од Црног до Мраморног мора. Линија је пројектована по плану белгијског инжењера Бријалмона, а затим је завршио и поново опремио Блум-паша. Имала је 27 фортова и батерија, 16 пољских утврђења, 16 редута (8 на југу, 8 на сјеверу). Свако утврђење имало је гарнизон: 4 далекометна топа и 2 чете. Били су заштићени нагазним минама, бодљикавом жицом и бројним рововима. У стратешки важним утврђењима постојале су моћне топовњаче, на којима су се гранате аутоматски пуниле из казамата. Поред тога, послије недавног Итало-турског рата, Турци су донијели огромне обалске топове са Дарданела и електричне рефлекторе на Чаталџанску линију.
Под земљом су изграђени утврђени бункери и казамати за војнике. Сви су били повезани телеграфским и телефонским везама, а за кретање по њима постојали су посебни пролази скривени од непријатељске ватре. Сјеверна ивица линије почивала је на обали црног мора, а јужна на обали Мраморног мора. Дубина мора на овим мјестима било је толика да су ратни бродови могли непосредно да приђу обали и пуцају на непријатеља. Због тога се линија није могла заобићи. Чаталџанска линија је била повезана са Истанбулом са два аутопута и једном жељезничком пругом, што је омогућило да се за кратко вријеме попуне губици у људству и испорука муниције. Штаб команде одбрамбене линије био је смјештен на жељезничкој станици Хадем-Киој. Укупно је до почетка битке на линији било до 125.000 турских војника.
На овој линији престала је офанзива 1. и 3. бугарске армије. Њихови положаји су пролазили кроз тежак терен — од Црног до Мраморног мора било је много планина и мочвара. До тада су Бугарима стигла појачања — 3. дивизија и дио 9. дивизије 2. армије, која је претходно опсједала Једрене. Услијед тога су бугарске снаге сустигле турске снаге: 125.000 људи и 208 артиљеријских оруђа. Ипак, војска је била умора и деморалисана послије недавних борби са Турцима, па је само трећина трупа била спремна за борбу. И Турци су имали проблема: у њиховој војсци је избила колера.
Упркос очигледној надмоћи непријатеља и моћних утврђења на путу за Истанбул, генерал Радко Димитриев није чекао долазак опсадног оруђа из Бугарске и одлучио је да у покрету заузме прву линију утврђења. Командант је желио да убрза ток догађаја, не схватајући да су турске трупе незнатно надмоћније од бугарских, а чаталџанска линија је могла да издржи напад уморних бугарских армија. Дато је наређења да се „нападну редути на узвишењима јужно од језера Деркос,” што је у суштини била грешка.
Рано ујутру 17. новембра, након гранатирања редута код Деркоса, Бугари су прешли у офанзиву. На десном боку код села Езетина наступале су 1, 6. и 10 дивизија 1. армије. У 9 часова ујутру Бугари су успјели да уђу у неколико села, а 9. и 4. дивизија изгубиле су артиљеријску подршку и укопале се на километар од два турска редута. До поднева су се турски бојни бродови приближили обали Црног мора, који су почели да гранатирају бугарске трупе. У 15 часова 1. бугарска армија се укопала на пола километра од непријатељских редута, а у 21 час заузели су три непријатељске редута, масакрирајући све њихове браниоце. Заузврат, Турци су кренули у вечерњи контранапад, али је 1. армија задржала положај и одбила напад. Бугари су се 18. новембра, због великих губитака, ипак повукли на првобитне положаје. Током напада бугарска војска је неповратно изгубила 10.000 људи, а још 20.000 је рањено.
1. и 3. бугарска армија почеле су 19. новембра да граде утврђења и копају ровове ради вођења позицијског рата. У то вријеме у бугарским трупама је почела и колера и тифус, што је смањила дјелотворност војника. У таквим условима, послије неколико дана позиционих борби, зараћене стране су почеле да размишљају о примирју. Почели су преговори.

### Ваздухопловство током рата
Поручници бугарског ваздухопловства Радул Милков и Продан Таракчиев извршили су 16. октобра 1912. први борбени лет на Балкану, у коме су извршили извиђање и бацили неколико ручних граната. На тај дан војни балон „Софија-1” пружио је прву интеракцију ваздухопловних и авијацијских средстава. Поручник Христо Топракчиев и руски пилот Тимофеј Ефимов први пут су 17. октобра 1912. бацили летке на непријатељске положаја из авиона Blériot XI. Италијански пилот добровољац Ђовани Сабели и бугарски посматрач В. Златаров извели су прво ваздушно бомбардовање на Балкану. У авиону којим је пилотирао поручник Ст. Калинов 30. октобра 1912, први пут у историји, једна жена је летјела војним авионом, обављајући борбени задатак — било је то посматрач Рајна Касабова. Први групни налет у свјетској историји извршен је 12. новембра 1912. — потпоручници Р. Милков, Б. Богданов и Ст. Калинов и руски пилот Н. Костин напали су жељезничку станицу Карагач у Једрену, приближавајући се јој се из више праваца. Поручник П. Попкристев и италијанац Ђ. Сабели извели су 26. јануара 1913. први борбени лет изнад Мраморног мора и први пут у историји напали непријатељски брод из ваздуха, бацајући бомбе на бојни брод „Хајрудин Барбароса”. Борбени прелет грчких пилота Аристидиса Мораитиниса и Михаила Мутусиса над Дарданелима 24. јануара (5. фебруара) 1913. и напад османских бродова на авион Farman MF.7 преправљен у хидроавион, означили су почетак свјетске историје војно-поморског ваздухопловства.

### Примирје

#### Потписивање примирја
Након што је бугарска офанзива на Чаталџу заглибила, опсада Једрена се одужила, Црногорци безуспјешно опсједали Скадар, а Турци страховали да ће се Бугари приближити Истанбулу, почели су преговори о примирју. Преговоре су одобриле европске земље, које су се плашиле уласка у рат нових земаља. У то вријеме у Европи се развило опасно стање, пошто је Аустроугарска била спремна да уђе у рат на страни Турске из страна од јачања проруског Балканског савеза. Аустроугарска би могла да увуче нове европске државе у сукоб, што је пријетило свеевропским ратом.
Бугарској војсци је био потребан одмор и попуна залиха намирница и муниције, док је турска војска претрпјела знатне губитке на свим ратиштима, па стране нису журиле са потписивањем споразума и одуговлачиле су преговоре. Најприје је Балкански савез захтијевао предају једренксих и чаталџанских положаја, ти захтјеви су убрзо одбијени, али су овога пута Бугари тражили повлачење турских трупа у Сан Стефано. Све ово вријеме водио се позициони рат код Скадра, Једрена и Чаталџе.
Увече 2. децембра потписан је мировни споразум. Грчка га једина није потписала уз образложење да ће, ако грчка флота заустави блокаду турских лука, турски бродови моћи несметано да превозе пјешадију у Македонију. Упркос чињеници да Грчка није потписала споразум, касније је њена делегација ипак отишла у Лондон на мировну конференцију. Према споразуму о примирју успостављено је сљедеће:
1. Трупе обје зараћене стране остају на положајима на којима су били прије потписивања споразума.
2. Опкољени турски градови неће добити намирнице, муницију, лијекове итд.
3. Снаге Балканског савеза, које се налазе на фронту, могу се снабдјети свим потребним дуж линија комуникација које контролишу и дуж Црног мора, гдје се налазила турска флота.
4. 26. децембра исте године у Лондону треба да почну мировни преговори.

#### Пропаст преговора
У Лондону су 26. децембра 1912. почели мировни преговори између Бугарске, Србије, Грчке и Црне Горе с једне стране и Турске с друге стране. Поводом споразума који је био неповољан за Турску, овлашћени представник Турске Осман Низами-паша је изјавио: „Нисмо дошли да потпишемо мир, већ да докажемо да је Турска довољно јака да настави рат.”
Због неслагања Турске са територијалним губицима, преговори су се отегли до јануара 1913. године. Да би се поступак убрзао, 27. јануара су велике силе Уједињено Краљевство, Њемачка, Аустроугарска, Француска, Русија и Италија потписале заједнички апел османској влади. У апелу се говорило о неприхватљивости ширења непријатељстава на Малу Азију, у вези приближавања Бугара Истанбулу. С тим у вези, велике силе су од Турске тражиле да закључи мировни споразум, а заузврат су обећале да ће помоћи у обнови земље након рата.
Сви чланови турске владе су 22. јануара позвани на сједницу. Разговарало се о заједничком апелу великих сила упућеног Турској. Одлучено је да се склопи мир с обзиром на чињеницу да би „наставак рата изложио царство великим опасностима и да је у датим околностима неопходно послушати савјете моћних европских кабинета.”
Међутим, дошло је до изненађења које противници Турске, који су жељели да потпишу споразум што раније, нису могли да предвиде. Дан након сазивања сједнице, 23. јануара, чланови странке Јединство и напредак и њихове присталице (укључујући официре и војнике), предвођени Енвер-пашом, упали су у сали за састанке у којима су били чланови владе. Током сукоба у сали убијено је неколико министара, међу којима је био министар војни. Поред тога, војници су тукли министре спољних послова и комуникација, који су били хришћани. Енвер-паша је у свом обраћању присутнима у сали изјавио: „Пошто се залажете за срамни мир са уступком Једрена и скоро свих европских посједа, а народ спреман на смрт захтијева рат, онда у име цијеле земље и војске предлажем да кабинет одмах поднесе оставку.”
Кабинет је, по приједлогу Енвер-паше, поднио оставку. Заузврат, власт у Турској је прешла у руке Младотурака. У овој ситуацији, Балкански савез је 28. јануара послао ноту новој турској влади: „Недавни догађаји у Истанбулу су, по свему судећи, уклонили сваку наду у склапање мира, због чега су савезници, на њихово крајње жаљење, принуђени да прогласе прекид преговора који су започети у Лондону 3. децембра прошле године.” Истог дана, главнокомандујући бугарских трупа телеграфисао је турској команди да ће рат почети 3. фебруара у 19 часова. Током преговора Бугарска је била потпуно спремна за рат.

### Други период рата

#### Наставак војних дејстава
3. бугарска армија, која се крајем новембра 1912. укопала испред Чаталџанске линије, наставак борбених дејстава дочекала је на истом положају. Напротив, док су преговори трајали, Бугари су ојачали своје положаје, а војници су могли да се одморе послије великих јесењих борби. Тактика савезника сводила се само на позициони рат како би истрошили непријатеља и спријечили га да ослободи заузете територије.
Рат је званично настављен 3. фебруара, а Турци под Чаталџом су прешли у офанзиву. Бугари су успјели да одбију овај напад. Код Коважа, на другом сектору фронту, Бугари су чак успјели да пређу у офанзиву. Турци су се повукли иза Булаирске утврђене линије, на коју су 1. и недавно образована 4. бугарска армија планирале да јуришају. Бугари и Грци су морали да јуришају на линију како би стигли до Дарданела, уништили турске обалске батерије, након чега би грчка флота ушла у Мраморно море. Под пријетњом бомбардовања Истанбула, Балкански савез би Турску приморао на мир.

#### Јуриш на Једрене
Опсада Једрена, започета у првој фази рата, настављена је. Из утврђења су стизале информације да су у њој још неколико дана остављене намирнице и да је Једрене пред падом. Како се касније испоставило, то је била дезинформација: у ствари, Једрене је могао да издржи још два мјесеца, пошто су Турци успјели да пронађу резерве жита још у децембру 1912. године. Мехмед Шукри-паша, командант утврђења, у новембру 1912. установио је строги оброк. Сваки становник града добио је по 800 грама меса, 800 грама хљеба и комад сира. У фебруару 1913. количина сира је знатно опала, дијељено је по 300 грама хљеба и 300 грама меса.
Бугари су у почетку хтјели да уз помоћ блокаде приморају Турке на предају утврђења, али је онда бугарска команда почела да развија план за јуриш на утврђење. Планирано је да се главни удар зада на сјеверозападни дио града, поред којег је пролазила пруга. Ту су Бугари имали прилику да возом превезу тешко артиљеријско оруђе. Постојао је и резервни план, по коме би удар требало да се изврши са истока. Турци нису очекивали овакав развој догађаја, пошто на истоку града није било квалитетних путева и жељезничких пруга којима би се допремала муниција и појачања. Бугари су одлучили да за превоз муниције користе биволе.
У 13 часова 11. (24) марта Бугари су започели опште гранатирање града са свих положаја. У 20 часова је гранатирање престало на југу, а у поноћ на сјеверу града. Турци, навикнути на вишедневно гранатирање града, одлучили су да је ово само предах пред сљедеће бомбардовање и опустили су се. У 2 часа ујутру 12. (25) марта бомбардовање је настављено са новом снагом, а у 5 часова Бугари су били потпуно спремни за јуриш на град. Турци то нису примјетили због снажног гранатирања града.
Бугари су изненадили Турке. Напредни положаји турских трупа били су на периферији града изван утврђења. Бугарски војници су се, под хуком артиљеријских топова, тихо прикрали до непријатељских ровова, постављајући се на удаљеност од 50 корака. Послије тога Бугари су изненада уз вику јурнули на Турке у шанчеве. Прије него што је турска пјешадија успјела да се опорави, Бугари су се већ спустили у ровове и започели борбу прса у прса. Пола сата касније, све напредне турске положаје заузела је 2. бугарска армија. Из заробљених 8 митраљеза и 20 оруђа Бугари су отворили ватру у леђа Турцима који су трчали ка утврђењу. Сада су Турци били блокирани у Једренској тврђави.
Слиједећи то, Бугари су прешли у офанзиву са југа. За дан борбе, 13. (26) марта, тврђава је пала. Турски гарнизон је капитулирао заједно са командантом Шукри-пашом. Срби су, ипак, незадовољни чињеницом да се Шукри-паша предао Бугарима, а не њима, послали поруку да им је командант наводно пао у руке. Бугари су демантовали ту информацију. Јуриш на Једрене био је посљедња велика битка у рату између Бугарске и Турске. Рат је прерастао у позициони.

#### Блокада Скадра
Охрабрени првим успјесима, Црногорци су још 1912. покушали да заузму утврђени град Скадар. Данилова војска је блокирала град са истока, а Мартиновићева војска, која је на вријеме стигла, опколила је град са запада. Приликом првог покушаја јуриша на град, Црногорци су претрпјели огромне губитке. Одбрана Скадра, чији је гарнизон предводио Хусеин Риза-паша, била је најуспјешнија битка Турака у цјелом Првом балканском рату.
Схвативши да је немогући заузети Скадар на јуриш, краљ Никола је одлучио да потпуно блокира град. Балкански савез је 4. децембра договорио примирје са Турском, али је опсада ипак настављена. Велика Британија, незаинтересована за слабљење Турске, упутила је ултиматум Црној Гори са захтјевом да се прекине блокада града. Црногорци се нису повиновали вољи Лондона и 4. априла 1913. у Јадранско море је ушла међународна ескадрила под командом Сесила Бернија. Ескадрила је смјештена недалеко од црногорског приморја. Велика Британија, Италија, Аустроугарска и Њемачка договориле су блокаду Црне Горе на неодређено вријеме. Упркос блокади, Црногорци нису одустајали од својих планова, јер међународна ескадрила није представљала никакву опасност за Црну Гору, која није имала своју флоту. Послије извјесног времена Црногорцима је у помоћ притекао један српски одред са артиљеријом. Велика Британија је тражила да Србија повуче одред из Скадра, што је она и учинила. Међутим, српска артиљерија је остала Црногорцима. Истовремено, у опкољеном граду се догодило мистериозно убиство Хусеина Риза-паше, а команда гарнизона је прешла у руке Есад-паше. Нови командант је одмах ступио у преговоре са краљем Николом о предају тврђаве, али су били неуспјешни. Почетком априла Црногорци су јуришали на Облик и Брдице. Сазнавши да је непријатељ заузео ове кључне положаје, Есад-паша је наставио преговоре и 23. априла цио турски гарнизон је напустио град.
Црна Гора је заузела Скадар. Сам краљ Никола је подигао црногорску заставу над градском тврђавом. Аустроугарске власти су бурно реаговале на заузимање Скадра. Изјавиле су да ће се аустроугарске трупе непосредно умијешати у сукоб, уколико Црногорци не предају град међународном контингенту. Остале европске силе, схватајући да је то пријетња свеевропском рату, одлучиле су да подрже Аустроугарску. Као одговор, краљ Никола је телеграмом упућеним Лондону 30. априла пристао на предају града међународном контингенту. Након предаје Скадра, Црна Гора и Турска су 30. маја 1913. коначно потписале мировни споразум, који је означио крај рата.

## Помоћ других држава
Руска јавност је била веома наклоњена православним државама и организовано је прикупљање помоћи. На примјер, српска принцеза Јелена Карађорђевић, која се ородила са Романовима, организовала је санитетски одред у Русији, који је у Београд стигао 15. (28) октобра 1912. (око мјесец и по дана касније, 24. новембра (7. децембра) исте године, Јелена Петровна је напустила српску пријестоницу). Помоћ Руског друштва Црквеног крста упућена је балканским државама. Црвени крст је укупно потрошио више од милион рубаља током балканских ратова, од чега је највише припало Бугарској (50,36%) и Србији (33,60%), знатно мање Црној Гори (7,48%) и Грчкој (6,96%). Турска је од овог износа добила само 1,58%.
На почетку рата у Србију је стигао санитет Руског Црвеног крста (32 љекара, 57 медицинских сестара и 89 болничарки), касније неколико мисија Црвеног крста из Швајцарске, Белгије, Италије, Велике Британије, Аустроугарске, Њемачке и Француске са укупно 34 љекара, 36 медицинских сестара и 5 болничара.

## Посљедице

### Лондонски мировни споразум
У Првом балканском рату коришћено је оружје које никада раније није коришћено у Европи, а ни у свијету уопштено. Конкретно, први пут након Турско-италијанског рата, ваздухопловство је коришћено за војне дејства и бомбардовање противника. У Првом балканском рату тестирано је оружје, касније масовно коришћено у Првом свјетском рату.
Након мјесец дана рововског ратовања, 30. маја 1913, Турска с једне стране и Бугарска, Србија, Грчка и Црна Гора с друге странке потписале су мировни споразум у Лондону. Једина ствар која се промијенила на фронту од покушаја примирја био је пад Једрена и Турска више није могла да полаже право на њега. Према мировном споразуму:
1. Од потписивања споразума између Балканског савеза и Османског царства успостављен је „мир за сва времена”.
2. Османско царство је скоро све своје европске посједе дало под контролу Балканског савеза (осим Албаније, о чијем статусу је преговарано касније, и Истанбула и околине).
3. Велике силе је требало да почну преговоре о статусу Албаније и обезбиједе њену сигурности.
4. Османско царство је напустило Крит у корист Балканског савеза.
5. Велике силе су требале да почну покровитељство над Турцима који живе на острвима и обалама Егејског мора (осим Крита и околине Свете Горе).
6. У Паризу је сазвана посебна комисија за рјешавање економских посљедица рата.
7. Преостала послијератна питања (о ратним заробљеницима, трговини, односима и др.) треба да буду ријешена посебним, специјализованим споразумима.

Иако се Турска одрекла већине својих посједа у Европи у корист Балканског савеза, остала је једна нијанса. Земље чланице Балканског савеза морале су само подијелити освојене територије, без страног посредовања. То је било проблематично, пошти су Грци жељели да уједине све обале Егејског мора у јединствену Грчку, бугарска влада је жељела да створи Велику Бугарску, Срби су жељели излаз на Јадранско море и највеће проширење граница своје земље, Црногорци су хтјели да Скадар и околину припоје Црној Гори. Тако је између савезника настао спор око власништва над Македонијом, Тракијом и Скадром и околином. Србија није добила излаз на Јадранско море због образовања нове државе Албаније, Црна Гора није добила Скадар, Грчка није себи присајединила Тракију. Бугарска је била незадовољна српским претензијама према Македонији, а неколико мјесеци након потписивања мира с Турском почео је Други балкански рат, чији су резултати постали један од узрока Првог свјетског рата.

### Албанци
Још током рата за вријеме албанског устанка, 28. новембра 1912, у Валони је проглашена независност Албаније. Према Лондонском мировном споразуму, почели су преговори о статусу регије. Током преговора призната је независност Албаније, нове балканске државе. Велике силе су заправо прогласиле свој протекторат над новоствореном државом.
Србија је припојила Косово (у Косовском вилајету је живјело мјешовито становништво: Албанци, Бугари, Власи, Грци и Срби. Сјевероисточне крајеве Косова су углавном насељавали Срби, југозападне углавном Албанци) и сјеверозападни дио Македоније који је имао албанску популацију. Пошто су границе албанске државе биле строго прописане Лондонским споразумом, Албанија није полагала право на ове регије. Прије Другог свјетског рата, албанске границе нису ревидиране. Током Другог свјетског рата настала је тзв. Велика Албанија над којом је успостављен италијански протекторат. Након пораза сила Осовине, границе су поново враћене на оне успостављене Лондонским споразумом и никада више нису ревидиране.
У другој половини 20. вијека, косовски Албанци су покушали да прошире аутономију регије. Распадом Југославије на Косову је почела ескалација сукоба између Срба и Албанаца, што је довело до рата и агресије НАТО-а против Југославије и проглашења независности Косова. Дошло је и до сукоба у сјеверозападној Македонији 2001. године. Дакле, Први балкански рат имао је далекосежне посљедице.

## У култури
Први радови посвећени теми Првог балканског рата почели су се јављати у првим мјесецима рата. Јарослав Вешин је био први бугарски ратни сликар. Почео је да слика војне теме још прије балканских ратова, али је своја најпознатија дјела сликао под утиском Првог свјетског рата. Дакле, од 1912. до 1913. насликао је низ слика посвећених рату. Укључујући платна „На нож (Напад)”, „Конвој код ријеке Еркене”, „Повлачење Турака код Лулебургаза”. Упоредо са умјетником, у Србији је радио филски студио Ђоке Богдановића, гдје су снимани кратки документарни филмови о дешавањима на фронту и у позадини. Богдановићу је помогао руски фотограф Самсон Чернов, с којим је снимљен серијал филмова о Првом балканском рату. Тренутно се ови филмови чувају у Државном архиву Србије, јер су од културно-историјске вриједности. У Црној Гори су радиле и европске филмске екипе које су снимале рат против Турске. Посебна пажња посвећена је биткама код Скадра и блокади града. Послије Првог балканског рата филмови су доспјели у европске земље, гдје је од њих направљено неколико филмских часописа посвећених Првом балканском рату.
Марш „Опроштај од Словенки” написао је руски композитор и диригент Василиј Агапкин. Марш је написао инспирисан догађајима на Балкану 1912. године. Композитор је своје дјело посветио свим словенским женама Балкана, чији су ближњи отишли на фронт.
Књижевна дјела написана током Првог балканско рата касније су користили бугарски и српски радикали и националисти у Другом балканском рату и Првом свјетском рату, али  да би се међусобно сукобили. Тако је бугарски пјесник Иван Вазов већ послије балканских ратова објавио збирке „Под громом побједе” и „Пјесме о Македонији” 1914. и 1916. године. Бугарске власти током Првог свјетског рата користиле су ове стихове као оруђе у идеолошкој борби против Срба. Касније и сам Вазов осудио своја дјела.

## Страна литература
- Рябинин, А. А. (2003). Малые войны первой половины XX века. Балканы. Издательство ACT. ISBN 5-7921-0615-0. Приступљено 10. 11. 2022.
- Задохин, А. Г.; Низовский, А. Ю. (2000). Пороховой погреб Европы (на језику: руски). Вече. ISBN 978-5-7838-0719-0. Приступљено 10. 11. 2022.
- Jowett, Philip (2012). Armies of the Balkan Wars 1912–13: The priming charge for the Great War (на језику: енглески). Bloomsbury Publishing. ISBN 978-1-84908-419-2. Приступљено 10. 11. 2022.
- Yorulmaz, Naci (2014). Arming the Sultan: German Arms Trade and Personal Diplomacy in the Ottoman Empire Before World War I (на језику: енглески). Bloomsbury Publishing. ISBN 978-0-85773-668-0. Приступљено 10. 11. 2022.
- Taube, Mikhaïl Aleksandrovitch Baron (1929). Der grossen Katastrophe entgegen. Die russische Politik der Vorkriegszeit und das Ende des Zarenreiches (1904-1917), Erinnerungen von Dr. Michael Freiherrn von Taube … (на језику: немачки). G. Neuner. Приступљено 10. 11. 2022.
- Γρηγοριάδης, Σόλων Ν (1979). Οί Βαλκανικοί Πόλεμοι 1912—13 (на језику: грчки). Φυτράκης.
- Недялков, Д. (1999). Въздушната мощ: Зараждане (на језику: бугарски). Издателство «Ваньо Недков».
- Могилевич, А. А.; Айрапетян, М. Э. (1940). На путях к мировой войне, 1914-1918 гг (на језику: руски). Гос. изд-во полит. лит-ры. Приступљено 11. 11. 2022.
- Бердников, Георгий Петрович (1994). История всемирной литературы в девяти томах (на језику: руски). Наука.

### Домаћа литература
- Група аутора; Уредио: Терзић, Велимир (1959). Први балкански рат 1912-1913. - Операције српске војске, Књ. 1. Историјски институт ЈНА - Београд. стр. 910.
- Ратковић, Борислав (1975). Први балкански рат 1912-1913. - Операције српске војске, Књ. 2. Војноисторијски институт - Београд. стр. 530.
- Ђуришић, Митар (1960). Први балкански рат 1912-1913. - Операције црногорске  војске, Књ. 3. Историјски институт ЈНА - Београд. стр. 430.
- Ратковић, Борислав; Ђуришић, Митар; Скоко, Саво (1972). Србија и Црна Гора у балканским ратовима 1912-1913. БИГЗ - Београд. стр. 328.
- Приредила: Ђурић, Силвија (1990). Дневник победа: Србија у балканским ратовима 1912 - 1913, Књ. 1. ИРО "Београд"/ ТИЗ "Зрински". стр. 431. ISBN 978-86-7519-002-8.
- Лазаревић, Милутин Д. (2019). Наши ратови за ослобођење и уједињење: Српско-турски рат 1912. године, Књ. 1. ПортаЛибрис - Београд. стр. 312. ISBN 978-86-7818-387-4.
- Лазаревић, Милутин Д. (2019). Наши ратови за ослобођење и уједињење: Српско-турски рат 1912. године, Књ. 2. ПортаЛибрис - Београд. стр. 296. ISBN 978-86-7818-395-9.
- Лазаревић, Милутин Д. (2018). Наши ратови за ослобођење и уједињење: Српско-турски рат 1912. године, Књ. 3. ПортаЛибрис - Београд. стр. 211. ISBN 978-86-7818-365-2.
- Ратковић, Борислав; Ђуришић, Митар (1998). Кумановска битка и битке за ослобођење Косова и Метохије [Знамените битке и бојеви српске и црногорске војске: од Царева Лаза 1712. до Добропољске битке 1918.], Књ. 3. Нови Сад: Православна реч; Београд: Војноиздавачки завод. стр. 450. ISBN 86-335-0038-8.
- Ратковић, Борислав (1998). У великим биткама код Прилепа, Битоља, Ђаковице и Скадра [Знамените битке и бојеви српске и црногорске војске: од Царева Лаза 1712. до Добропољске битке 1918.], Књ. 4. Нови Сад: Православна реч; Београд: Војноиздавачки завод. стр. 305. ISBN 86-335-0038-8.
- Ђуришић, Митар; Ратковић, Борислав; Скоко, Саво (1998). У биткама код Скадра, Једрена и Брегалнице [Знамените битке и бојеви српске и црногорске војске: од Царева Лаза 1712. до Добропољске битке 1918.]. Нови Сад: Православна реч; Београд: Војноиздавачки завод. стр. 460. ISBN 86-335-0038-8.
- Станисављевић, Живко (1951). Кумановска битка - разматрање и поуке [Едиција "Мала војна библиотека"] (PDF). Војно дело; графичко предузеће " Вук Караџић"; погон "Просвета", Београд. стр. 141.
- Станисављевић, Живко (1952). Битољска операција 1912. Београд: Војно дело. стр. 370.
- Уредник: Стојанчевић, Владимир (2007). Први балкански рат 1912. године и крај Османског царства на Балкану. САНУ. стр. 240. ISBN 978-86-7025-436-7.
- Милићевић, Милић (2013). Рат за море - Дејства српских трупа у северној Албанији и на приморју од 23. октобра 1912. до 30. априла 1913. Београд: Медија центар Одбрана. стр. 304. ISBN 978-86-335-0294-8.
- Животић, Александар (2022). Пут у Метохију - Ибарска војска и Јаворска бригада војске Краљевине Србије у Првом балканском рату (1912-1913). Нови Сад: Прометеј и Архив Војводине: Београд: РТС. стр. 221. ISBN 978-86-515-1897-6.
- Милићевић, Милић (2014). Балкански ратови. Београд: Завод за уџбенике. стр. 127. ISBN 978-86-17-18434-4.
- Стојић, Биљана (2017). Француска и балкански ратови (1912-1913). Београд: Историјски институт САНУ. стр. 498.
- Станојевић, Станоје (2021). Српско-турски рат 1912. Београд: Свет књиге. стр. 249. ISBN 978-86-7396-783-7.
- Томић, Јаша. Рат у Албанији и око Скадра 1912. и 1913. године. Београд: ПортаЛибрис. стр. 232. ISBN 978-86-7818-613-4.
- Марјановић, Милена (2019). Лице рата: Ратна фотографија у Србији 1912-1913 / 1914-1918. Нови Сад: Прометеј. стр. 175. ISBN 978-86-515-1545-6.
- Грујић, Златомир (2018). Српско ваздухопловство у балканским ратовима 1912-1913. Београд: Удружење пензионисаних војних летача и падобранаца Србије. стр. 140. ISBN 978-86-903799-8-9.
- Циглић, Борис (2009). Крила Србије: Ваздухопловна команда и авијатика српске војске 1912–1920. Београд: Инфинитас д.о.о. стр. 544. ISBN 978-86-6045-005-2.
- Јањић, Чедомир; Петровић, Огњен; Ђокић, Небојша; Исаковић, Бисерка и Оштрић, Шиме. (1993). Српска авијатика 1912 - 1918. Београд: Музеј југословенског ваздухопловства. стр. 260. ISBN 978-86-9014-031-2.
- Hall, Richard C. (2002). The Balkan Wars 1912-1913: Prelude to the First World War. Routledge. стр. 140. ISBN 978-1-134-58363-8.
- Јагодић, Милош (2009). Српско-албански односи у Косовском вилајету (1878—1912). Београд: Завод за уџбенике.
- Јагодић, Милош (2010). Уређење ослобођених области Србије 1912—1914: Правни оквир. Београд: Историјски институт.
- Јагодић, Милош (2013). Нови крајеви Србије (1912—1915). Београд: Филозофски факултет.
- Јагодић, Милош (2015). „Процена демографских губитака Срба у периоду 1910-1921” (PDF). Српске студије (6): 11—65. Архивирано из оригинала (PDF) 26. 08. 2018. г. Приступљено 31. 07. 2017.
- Пузовић, Предраг (2013). „Улога свештенства у Балканским ратовима” (PDF). Богословље: Часопис Православног богословског факултета у Београду. 72 (1): 93—111. Архивирано из оригинала (PDF) 05. 06. 2020. г. Приступљено 06. 02. 2018.
- Митровић, Јеремија Д., ур. (1971). Добровољци у ратовима 1912-1918: Доживљаји и сећања. 1. Београд: Удружење добровољаца 1912-1918.